# ملعب بنادر
ملعب بنادر هو ملعب متعدد الاستخدام [الإنجليزية] يقع في بنادر مقديشو، بالصومال، ويتسع الملعب لـ 10,000 متفرج.